# III. Amenemhat
III. Amenemhat (uralkodói nevén Nimaatré; ur.: kb. i. e. 1860 – i. e. 1814) az ókori egyiptomi XII. dinasztia hatodik fáraója. A valószínűleg az uralkodásának végét jelző dátumot egy papiruszon találták meg, amelyet a 46. uralkodási évére dátumoztak. A középbirodalom egyik legjelentősebb uralkodójának tekintik. Lehetséges, hogy hosszabb ideig (20 évig) együtt kormányzott apjával, III. Szenuszerttel.

## Családi háttere
Elődje, III. Szenuszert minden bizonnyal az apja, bár ezt sehol nem említik. Két felesége ismert, őket a fáraó dahsúri piramisában temették el: Aat és egy ismeretlen nevű királyné. Egy lehetséges felesége Hotepti, akit Medinet Maadiban ábrázolnak egy domborművön, és aki a fáraó utódjának, IV. Amenemhatnak az anyja volt, őt azonban sehol nem említik királynéként, csak anyakirálynéként, és nem teljesen biztos, hogy IV. Amenemhat III. Amenemhat fia volt.
Két lánya ismert bizonyosan, Noferuptah, akit talán lehetséges örökösnek tekintettek, és Szobeknoferuré, aki később trónra lépett. További lehetséges lányai Hathorhetepet és Nubhotepet, akiknek kanópuszedényei egy töredékét a fáraó piramiskomplexumában találták meg, valamint Szithathor, akit a király piramisának egy helyiségébe temettek.

## Uralkodása
Piramist kezdett építtetni Dahsúrban (ez az úgynevezett Fekete Piramis), de építkezési problémák miatt ezt abbahagyták. Uralkodása 15. évében új piramis építésébe fogtak Havarában. A dahsúri piramis később több királyi asszony sírhelye lett.
Havarai halotti temploma (Fajjúm közelében) egy piramissal olyan egységet alkot, amelyet Hérodotosz és Diodorus Siculus Labirintusnak nevezett. Sztrabón a világ egyik csodájának tartotta. A havarai piramis olyan egyedülállóan összetett biztonsági rendszereket tartalmazott,[forrás?] amelyek valóban hasonlítanak olyan szerkezetekre, amiket a hollywoodi rendezők szeretnek elhelyezni a témáról szóló filmjeikben. Ennek ellenére a sírt még az ókorban kirabolták. Lányát, Noferuptahot egy külön piramisba temették ettől 2 kilométerrel délnyugatra. Ezt a temetkezési helyet 1956-ban fedezték fel.
Uralkodásának vége felé társuralkodóként maga mellé vette későbbi utódját, IV. Amenemhatot. Lánya, Szobeknoferuré később követte a trónon IV. Amenemhatot, mint a XII. dinasztia utolsó uralkodója. III. Amenemhat uralkodói neve, a Nimaatré, annyit jelent, mint „Réhez tartozik az igazság”.
A híres Rhind-papiruszt, amely egy ókori matematikai tanulmányt tartalmaz, III. Amenemhat idején írták.
David Rohl egyiptológus Fáraók és királyok című könyvében alternatív kronológiát javasol az Ótestamentum történetéhez, amelyet azonban kevés régész fogad el. Eszerint József, Jákob fia III. Amenemhat uralkodása idején vezír (a fáraó főtanácsadója, főminisztere) lehetett.

## Titulatúra
A fáraók titulatúrájának magyarázatát és történetét lásd az Ötelemű titulatúra szócikkben.
| G5 |

| G5 |

| V29 | S34 |

| V29 | S34 |

| V29 | S34 |

| V29 | S34 |

| G5 |

| G5 |

| V29 | S34 |

| V29 | S34 |

| V29 | S34 |

| V29 | S34 |

| G16 |

| G16 |

| V15 · t | E9 · D36 | F44 · t | N16 · N16 |

| V15 · t | E9 · D36 | F44 · t | N16 · N16 |

| G16 |

| G16 |

| V15 · t | E9 · D36 | F44 · t | N16 · N16 |

| V15 · t | E9 · D36 | F44 · t | N16 · N16 |

| G8 |

| G8 |

| O29 · D36 | G30 |

| O29 · D36 | G30 |

| G8 |

| G8 |

| O29 · D36 | G30 |

| O29 · D36 | G30 |

| M23 | L2 |

| M23 | L2 |

| ra · n | U2 | N17 · t |

| ra · n | U2 | N17 · t |

| ra · n | U2 | N17 · t |

| ra · n | U2 | N17 · t |

| ra · n | U2 | N17 · t |

| ra · n | U2 | N17 · t |

| ra · n | U2 | N17 · t |

| ra · n | U2 | N17 · t |

| M23 | L2 |

| M23 | L2 |

| ra · n | U2 | N17 · t |

| ra · n | U2 | N17 · t |

| ra · n | U2 | N17 · t |

| ra · n | U2 | N17 · t |

| ra · n | U2 | N17 · t |

| ra · n | U2 | N17 · t |

| ra · n | U2 | N17 · t |

| ra · n | U2 | N17 · t |

| G39 | N5 | \| \| |
|     |    |       |

|  |

| G39 | N5 | \| \| |
|     |    |       |

|  |

| i | mn · n | m | HAt · t |

| i | mn · n | m | HAt · t |

| i | mn · n | m | HAt · t |

| i | mn · n | m | HAt · t |

| i | mn · n | m | HAt · t |

| i | mn · n | m | HAt · t |

| i | mn · n | m | HAt · t |

| i | mn · n | m | HAt · t |

| G39 | N5 | \| \| |
|     |    |       |

|  |

| G39 | N5 | \| \| |
|     |    |       |

|  |

| i | mn · n | m | HAt · t |

| i | mn · n | m | HAt · t |

| i | mn · n | m | HAt · t |

| i | mn · n | m | HAt · t |

| i | mn · n | m | HAt · t |

| i | mn · n | m | HAt · t |

| i | mn · n | m | HAt · t |

| i | mn · n | m | HAt · t |